# Richard FitzRalph
Richard FitzRalph (auch Fitz Ralph; * um 1300 in Dundalk, Irland; † 16. Dezember 1360 in Avignon) war ein irischer Theologe und Erzbischof von Armagh.

## Leben und Werke
FitzRalph wurde in eine reiche bürgerliche Familie von hiberno-normannischer Abstammung in Dundalk geboren. Er studierte 1325 am Balliol College der University of Oxford, wo er später Lehrer wurde. Um 1331 war er Regens in Theologie, und später wurde er Vizekanzler der Universität. Das war ein beispielloser Erfolg für einen so jungen Menschen, der noch nicht 40 Jahre alt war. Besonders überraschend war es, dass ein Ire eine so hohe Position in England erreichen konnte. John Prince in seinem Buch Worthies of Devon ist aber der Ansicht, dass er aus Devon stammte.
Als er Vizekanzler war, waren viele Lehrer und Studenten nach Stamford in Lincolnshire gegangen, und es gab durch diese Sezession eine Krise in Oxford. Man nimmt an, dass dies der Grund seines ersten Besuch beim Papst in Avignon 1334 war. Im nächsten Jahr kam er nach England zurück, da er zum Dekan von Lichfield ernannt wurde. 1337 musste er wieder Avignon besuchen und blieb dort bis 1344. Am 31. Juli 1346 wurde er zum Erzbischof von Armagh geweiht. In beiden Positionen wurde er als ein tüchtiger und fürsorglicher Verwalter betrachtet.
Seit 1344 begann FitzRalph, seine Predigten in eine Art Tagebuch zu registrieren. Die kürzesten und nicht wichtigen Predigten wurden zusammengefasst. Die längeren, hochgelehrten Predigten mit theologischem Inhalt wurden aber voll kopiert. Das kann auch von den in Avignon gehaltenen Predigten behauptet werden. Seine Predigten wurden auf Latein geschrieben. Sie zeigen am meisten seine Vorliebe für das Lernen, die er mit anderen Freunden wie z. B. Richard von Bury teilte. Er schickte auch viele Priester aus seiner Diözese nach Oxford, um ihre Kenntnisse zu erweitern. Seine Schriften befassen sich mit Unendlichkeit, Prädestination und Willensfreiheit u. a. Genauso wie die Iren Henry Crumpe und John Whitehead war er in den Streit gegen die Franziskaner verwickelt.
Die Texte zeigen, dass FitzRalph um die sozialen Problemen von Irland besorgt war. Neunundzwanzig Predigten wurden in Dundalk, Drogheda, Dublin und verschiedenen Orten in Meath gehalten. Bei den Klerikern kritisierte er ihre Berufungsabwesenheit. Bei den Kaufmännern kritisierte er ihre sinnlosen Spesen und unehrenhaften Handelsgebräuche. Dem Volke im Allgemeinen war er sehr berühmt als Prediger. Während seiner Zeit gab es sehr oft schwierige Beziehungen zwischen englischen Kolonisten und Iren. Seine Stellungnahmen gegen die Diskriminierung der irischsprachigen Iren war sehr tapfer und ehrenhaft. Dann und wann war er streng, aber seine Einstellung dem Volk gegenüber war im Allgemeinen gerecht, und er kümmerte sich nicht, ob sein Volk Engländer oder Iren waren.
Einen dritten Besuch in Avignon machte er 1349–1351. Dabei könnte er an den Besprechungen zwischen der Armenischen Apostolischen Kirche und dem Papst von Avignon Clemens VI. teilgenommen haben. Seine Auskunft über den Schwarzen Tod ist die erste Bestätigung seines Auftretens in Irland. Seit seiner Rückkehr in Irland 1351 hatte er an einem persönlichen und ab und zu harten Angriff gegen verschiedene Bettelorden teilgenommen. Er wünschte, die Vorrechte dieser Bettelorden bezüglich Beichte, Predigt und anderer Themen abzuschaffen, da sie seinen säkularen Klerus beschädigten. Deswegen besuchte er 1357 zum vierten Mal Avignon, um dieses Thema direkt mit Papst Innozenz VI. zu verhandeln. Er starb dort am 16. Dezember 1360. 1370 wurde er in der Kirche der heiligen Nikolaus in Dundalk bestattet.
Es ist möglich, dass FitzRalph 1360 Kanzler der University of Oxford war.